# Рід Абе
Рід Абе (яп. 安倍氏 Абе-сі) — один зі стародавніх і впливових аристократичних родів Японії. Його піднесення почалося з середини періоду Асука. В період Нара члени цього клану обіймали високі посади. В цей час оформилися бокові лінії роду — Фусе і Хікета. В період Хейан представники клану Абе обіймали значні посади міністерського рівня та у війську. Підтримали Токугава Іеясу. На початку XVIII століття стає правителями Фукуяма-хану.

## Історія
Веде свій родовід від імператора Коґен, син якого Охіко-но-мікото став засновником роду Абе. Про перших представників його нічого невідомо. Наприкінці періоду Ямато імператором Сенкою рід Абе було введено до вищих сановників: Абе-но-омі Омаро отримав посаду маецукімі («великого пана»).
Втім Абе не відігравали суттєвої політичної ролі до середини VII століття, коли 645 року Абе но Утімаро не було призначено Лівим міністром. Відтоді відбувається поступове піднесення роду. Визначним військовиком 655—663 років був Абе-но Хірафу, що очолював війська проти емісі на сході і півночі Хонсю та корейської держави Сілла.
684 року під час смути Дзінсін рід Абе підтримав імператора Темму. На дяку за це представники Абе отримали другий за значенням титул в оновленій системі кабане — асон. Протягом 690-х років виокремилися бокові роди клану Абе — Фусе і Хікета. Найвище піднесення Абе відбувається в період Нара, коли троє представників роду одночасно обіймали посади в дайдзьокані (Вищій державній раді). Загалом у період Нара отримали при дворі посади 88 членів клану, з них 7 — вищі, а придворні ранги — 143 особи.
Абе зберігали значний вплив у політиці й за часів періоду Хейан. Могутність цього клану значною мірою пов'язана з привілеєм спадкового призначення головою Управління у справах Інь і Ян (Оммьорьо), яке займалося вченням оммьодо, розробником якої був член роду Абе.
У IX столітті, коли Японія захопило землі емісі, клан Абе був призначений в ці землі як наглядач — для контролю місцевих жителів. Скориставшись зі свого становища, взяв під свій контроль так звані Року-оку-гун, шість районів, розташованих у центрі сучасної префектури Івате поблизу річки Кітакамі.
Посилення Абе в період Хейан зумовило конфлікт зі впливовими кланами Фудзівара і Мінамото. У 1051 році Абе но Йорітокі повстав на чолі самураїв провінції Муцу. Але зазнав поразки у так званій Дев'ятирічній війні. Відтоді Абе послаблюються. Згодом стають переважно провінційною елітою.
Нове піднесення починається у XVI столітті, коли Абе стають васалами могутнього Токугави Іеяси. Надалі є опорою сьогунату Едо, в 1623—1681 роках керують Івацукі-ханом, 1681—1697 роках — міядзу-ханом. У 1710 році це дало змогу Абе стати володарями хану Фукуяма, яким володіли до 1871 року.

## Відомі представники
- Абе-но-омі Омаро, маецукімі
- Абе но Утімаро, Лівий міністр
- Абе-но Хірафу, військовик
- Абе но Мінусі, Правий міністр періоду Нара
- Абе но Сеймей, містик, який розвинув оммьодо
- Абе но Йорітокі, тідзюфу-сьоґун
- Абе Масацугу, військовик Токугава Іеясу
- Абе Масакуні, 1-й даймьо Фукуяма-хану
- Абе Масахіро, родзю сьогунату Едо